# رامون مارين
رامون مارين (بالإنجليزية: Ramón Marín)‏ هو مؤرخ وصحفي وكاتب وسياسي أمريكي، ولد في 12 يناير 1832 في أريسيبو في الولايات المتحدة، وتوفي في 13 سبتمبر 1902.